# 남도지오그래피
《남도지오그래피》는 KBS 광주 1TV에서 2008년 6월 16일부터 2025년 3월 5일까지 매주 월요일부터 수요일 오후 5시 40분에 방영하였던 광주 전남 지역 교양 프로그램이다.

## 프로그램 소개
남도의 어르신들 인생사를 그리는 다큐멘터리

## 방송 시간
| 방송 채널    | 방송 기간                         | 방송 시간 |
| ------------ | --------------------------------- | --------- |
| KBS 광주 1TV | 2024년 11월 26일 ~ 2025년 3월 5일 | 종영      |

## 코너
| 코너명              |
| ------------------- |
| 우리 동네 마실 돌기 |
| 이 부부가 사는 법   |
| 편지                |